# Амантаев, Габбас Ямалетдинович
Габбас Ямалетдинович Амантаев (Табулдин, баш. Ғәббәс Ямалетдин улы Амантаев; 1888—?) — деятель Башкирского национального движения, один из лидеров Бурзян-Тангауровского восстания.

## Биография
Родился в деревне Верхне-Кунакбаево Оренбургской губернии.
Окончил медресе, а после — Оренбургское художественное училище, где получил профессию преподавателя рисования и картографии. По его словам, владел семью языками.
До 1917 года учительствовал в Тургайской области (ныне территория Казахстана).
В 1919 году возвращается в Башкортостан, в июле был назначен начальником политпросвета Ток-Чуранского кантона.
В 1920 году являлся начальником штаба повстанческого отряда под командованием Ф. Б. Магасумова.
С апреля по июнь 1921 года стал командующим повстанческих вооружённых формирований на юге Автономной Башкирской Советской Республики, присоединившихся к восставшим под руководством Охранюка-Черского.

В мае 1921 года среди населения, распространялись листовки с содержанием Декларации повстанцев. Согласно Декларации, Россия должна стать республикой во главе с всенародно избранным президентом. Башкортостан, Украина и другие княжества должны были подчиняться президенту, в них объявляется полное внутреннее самоуправление, обеспечивается свобода торговли и в них не допускается пропаганда идей коммунизма. Центром Башкирского княжества становился Преображенский завод. После освобождения башкир подлежат освобождению киргизы (казахи). В декларации выражалась надежда, что Стерлитамак перейдёт в руки восставших. Декларация заканчивалась лозунгами:
«Да здравствует Башкирское княжество и все национальности России! Да здравствует крепкая, сильная и мощная Россия!

Командующий народными вооружёнными силами, комкор — Черский.

Представитель Башкортостана — Амантаев»
В начале июня 1921 года совместно с Ф. Б. Магасумовым вёл переговоры с председателем Бурзян-Тангауровского кантисполкома К. А. Идельгужиным. В ходе переговоров лидеры повстанцев выдвинули ряд условий по прекращению восстания, среди которых были требования о полной амнистии участников восстания, возвращении в республику членов Башревкома 1-го состава и другие. Для продолжения дальнейших переговоров с БашЦИК и Башобкомом РКП(б), в Стерлитамак отправилась делегация повстанцев во главе с Г. Амантаевым. Однако 15 июня 1921 года он был арестован по распоряжению председателя БашЧК П. В. Гузакова, действовавший без согласования с членами республиканского правительства.
Вскоре был отправлен по этапу в Москву. В 1922 году, в связи с ухудшением здоровья, возвращён в республику. Дальнейшая судьба неизвестна.